# Jekatierina Akiłowa
Jekatierina Akiłowa (ur. 28 maja 1992 w Temyrtau) – kazachska siatkarka, grająca jako przyjmująca. Obecnie występuje w drużynie Metallurg.